# Muzej genocida Tuol Sleng
Muzej genocida Tuol Sleng je spominski muzej o kamboškem genocidu. Nahaja se v Phnom Penhu in je bivša srednja šola, ki jo je komunistični režim Rdečih Kmerov od leta 1975 do padca režima leta 1979 uporabljal kot varnostni zapor 21 (S-21; kmersko: មន្ទីរស-២១). Od leta 1979 se ocenjuje, da je bilo v tem zaporu zaprtih 20.000 ljudi in je bil eden od 150 do 196 centrov za mučenje in usmrtitve, ki jih je ustanovil režim. Izredni senat je 26. julija 2010 poveljnika zapora, Kanga Keka Lewa, zaradi zločinov proti človeštvu, obsodili na dosmrtni zapor. Umrl je 2. septembra 2020 med prestajanjem svoje dosmrtne zaporne kazni.

## Zgodovina

### Ustanovitev
Potem, ko je leta 1975 oblast v Kambodži prevzela komunistična partija Kambodže na čelu s Pol Potom in njegovimi sodelavci, so komunisti, oz. Rdeči Kmeri, za sprejem žrtev čistk ustanovili nov center v stavbi, ki je bila prej znana kot Srednja šola Tuol Svay Pray, poimenovana po kraljevem predniku kralja Norodoma Sihanouka. Do poletja 1975 je bilo pet zgradb kompleksa preurejenih v zapor in zasliševalni center. Prej so bile druge stavbe v mestu že uporabljene kot zapor S-21. Rdeči Kmeri so kompleks preimenovali v "Varnostni zapor 21" (S-21) in gradnja je začela prilagajati zaporu zapornikom: zgradbe so bile ograjene z elektrificirano bodečo žico, učilnice so bile preurejene v majhne zapore in mučilnice, vsa okna pa so bila prekrita z železnimi palicami in bodečo žico, da bi preprečili zapornikom pobeg in samomor. Za poveljnika zapora je bil imenovan Kang Kek Iew. V času svojega vladanja Pol Pot nikoli ni osebno obiskal zapor S-21, je pa vedel za vse dejavnosti, ki so se dogajale v njem.

### Življenje v zaporu
Po prihodu v zapor so pazniki zapornike najprej fotografirali, nato pa so od njih zahtevali celotno biografijo, od otroštva do aretacije. Potem so se morali zaporniki sleči do spodnjega perila, nato pa so jih pazniki odpeljali v celice – nekatere v večje, kjer so jih z verigami priklenili na železno okovje postelje, druge v manjše, komaj dva kvadratna metra velike luknje, kjer so bili priklenjeni na tla. Žimnic ali odej ni bilo, pogovarjanje s sojetniki pa je bilo strogo prepovedano.
Dan se je za zapornike začel ob 4:30, ko so se morali sleči, da so jih pazniki pregledali. Preverili so tudi verige, da se ne bi razrahljale ali da niso zaporniki skrili kakšnega predmeta, s katerim bi lahko storili samomor (kar je nekaj obupancem v štirih letih v zaporu S-21 vseeno uspelo). Dvakrat na dan so zapornikom odmerili štiri žlice kaše in vodene juhe, vsake štiri dni pa so jih "umili" tako, da so vanje usmerili cevi z vodo. Za vsak napačen korak ali dejanje so sledili brutalen pretep, elektrošoki ali mučenje z razbeljenim železom. Včasih so jih kaznovali tudi tako, da so jih silili jesti človeške iztrebke in piti človeški urin. Zaradi nečloveških življenjskih razmer so se v zaporu naglo širile kožne bolezni, uši, črevesne gliste in druga obolenja. Zdravniško osebje v zaporu ni bilo usposobljeno, zato so lahko zapornikom le za silo pokrpali rane po mučenju med zasliševanjem – kadar niso na njih izvajali medicinskih poizkusov, kot je bilo odstranjevanje notranjih organov brez anestetika.
Mučenje je trajalo, dokler zapornik ni priznal izmišljenih obtožb, pri tem pa so uporabili vse od dušenja s plastično vrečko, nožev, puljenja nohtov do utapljanja … Najbolj "težavne" zapornike so žive odrli. Po izsiljenem priznanju so zapornika takoj označili za usmrtitev, ga ubili in pokopali nedaleč od zapora. Ko je po prvem letu dni začelo zmanjkovati prostora, so zapornike pripeljali na Polja smrti v Čoeung Eku, 15 kilometrov od Phnom Penha, kjer so jih pokončali, pri čemer so si morali mnogi prej izkopati lastne grobove. Ker so Rdeči Kmeri varčevali s strelivom, so usmrtitve potekale s strupom, kopji ali zašiljenimi bambusovimi palicami, v nekaterih primerih so mlajšim otrokom in dojenčkom glavo razbili ob drevesnih deblih.
V času vladanja Rdečih Kmerov med letom 1975 in 1979 je bilo v zaporu S-21 zaprtih od 17.000 do 20.000 zapornikov. Tisti, ki so preživeli zapor, so njihove izkušnje povedali v številnih intervjujih številnim novinarjem. 

## Muzej
Muzej je odprt za javnost od 8. do 17. ure. Obiskovalci imajo možnost ogleda 'pričevanja preživelih' od 14.30 do 15. ure (ponedeljek–petek). Poleg spomenika Choeung Ek (Polja ubijanja) je muzej genocida Tuol Sleng vključen kot zanimivost za tiste, ki obiščejo Kambodžo. Tuol Sleng ostaja tudi pomembno izobraževalno mesto in spomenik za Kambodžane. Od leta 2010 ECCC pripelje Kambodžane na "študijsko potovanje" v Tuol Sleng, Choeung Ek in konča v kompleksu ECCC. V letu 2010 je muzej na tem ogledu obiskalo okoli 27.000 Kambodžanov. Nekateri so verjeli, da duhovi žrtev še naprej preganjajo kraj.  

## Dokumentarni filmi
S-21: Stroj Rdečih Kmerov za ubijanje je film iz leta 2003 režiserja Rithyja Panha, v Kambodži rojenega, francosko izobraženega filmskega ustvarjalca, ki je izgubil družino v Kamboškem genocidu, ko je bil star 11 let. V filmu se soočata dva preživela Tuol Sleng, Vann Nath in Chum Mey, njihovi nekdanji ugrabitelji Rdečih Kmerov, vključno s pazniki, zasliševalci, zdravnikom in fotografom. V središču filma je razlika med občutki preživelih, ki želijo razumeti, kaj se je zgodilo v Tuol Slengu, da bi opozorili prihodnje generacije, in nekdanjimi ječarji, ki se ne morejo izogniti grozi genocida, ki so ga ustvarili.